# Civry-en-Montagne
 Civry-en-Montagne  là một xã ở tỉnh Côte-d’Or trong vùng Bourgogne, phía đông nước Pháp. Khu vực này có độ cao từ 545-395 mét trên mực nước biển.